# 奥斯定会教堂 (慕尼黑)
48°08′18″N 11°34′16″E / 48.13833°N 11.57111°E
奥斯定会教堂 (德語：Augustinerkirche),又名奥斯定会修道院 (Augustinerkloster)或圣若翰洗者和聖史若望修道院教堂 (Klosterkirche St. Johannes der Täufer und Johannes der Evangelist)是德国南部慕尼黑的一座教堂，建于13世纪，在接下来的两个世纪进行了扩建。曾经多年是该城奥斯定会的修道院教堂。

## 历史
该堂原为哥特风格，1618年至1621年由维特施密特改建为巴洛克风格，由汉斯·克鲁珀设计。修道院建筑现在被用作慕尼黑警察总部的办公室。
1803年，修道院被解散，教堂关闭。1911年Theodor Fischer 在原先由中殿占据的空间中建造所谓的“白色大厅”。教堂在二战期间遭到破坏。于1962一1964年重建，由Erwin Schleich开设德国狩猎和捕鱼博物馆（Deutsches Jagd- und Fischereimuseum）。